# Bea Kim
Beatrice Kim (Rancho Palos Verdes, 25 gennaio 2007) è una snowboarder statunitense.

## Palmarès

### Mondiali juniores
- 1 medaglia:
  - 1 argento (halfpipe a Leysin 2022)

### Coppa del Mondo
- Miglior piazzamento nella Coppa del Mondo generale di freestyle: 56ª nel 2023
- 1 podio:
  - 1 secondo posto